# Ypupiara

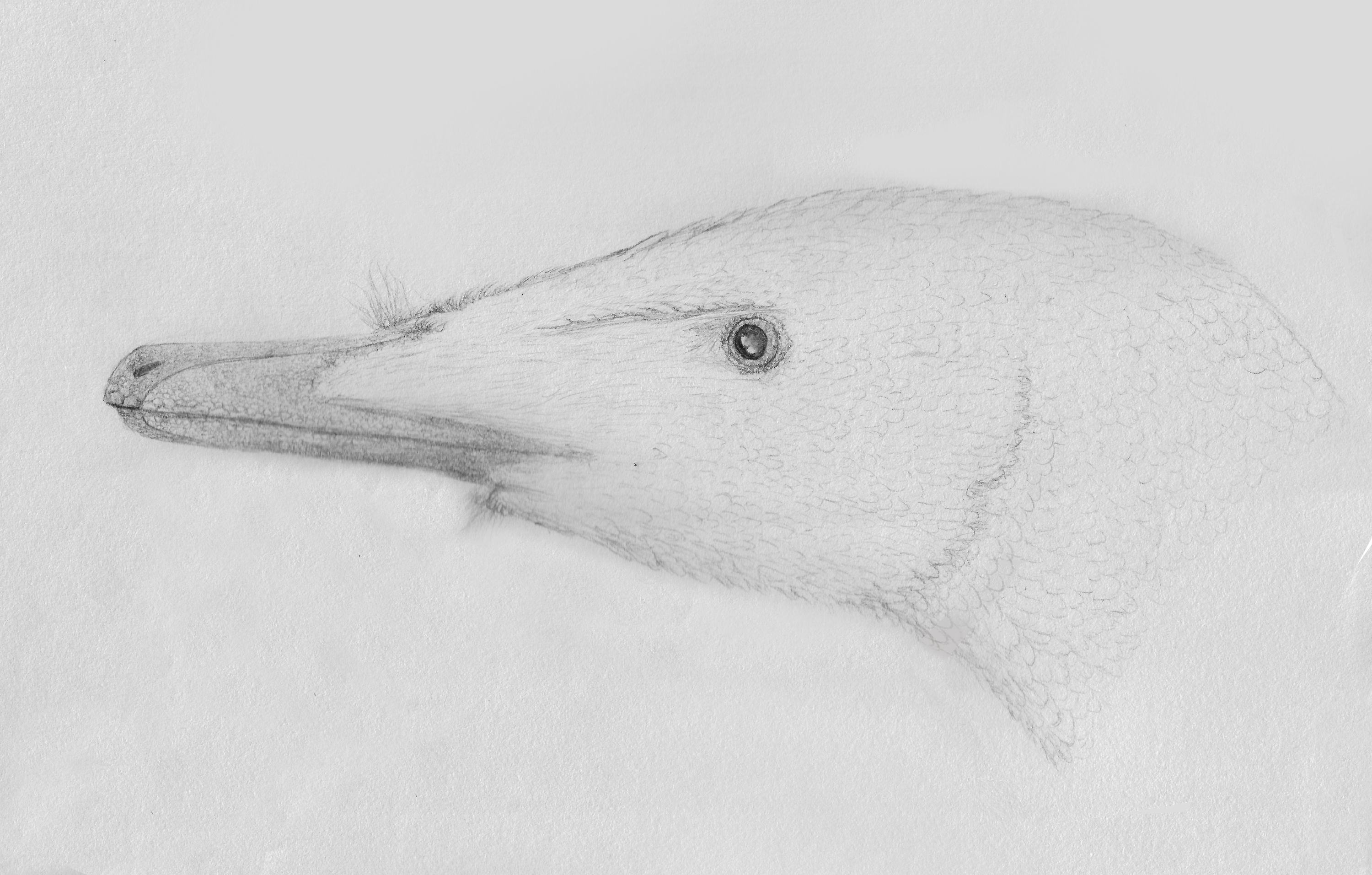
Ypupiara lopai

Ypupiara lopai is een theropode dinosauriër, behorende tot de Maniraptora, die tijdens het late Krijt leefde in het gebied van het huidige Brazilië.

## Vondst en naamgeving
In het midden van de twintigste eeuw, in ieder geval voor 1960, vond Alberto Lopa in de Serra do Veadinho bij Ciera in Uberaba, op de Ponto 1 do Price-vindplaats, de kaken van een kleine theropode. Lopa was in dienst van de Divisão de Geologia e Mineralogia, Departamento Nacional de Producão Mineral. Hij werkte samen met Llewellyn Ivor Price en deed in feite het merendeel van de vondsten die op naam van de laatste staan. De vondst bleef lange tijd onbeschreven. Kort nadat er door Orlando N. Grillo foto's van waren gemaakt, ging het exemplaar verloren door de katastrofale brand die op 2 september 2018 het Nationaal Museum van Brazilië verwoeste. De brand was aanleiding voor een project om de vernietigde fossielen alsnog zoveel als mogelijk te beschrijven. Soms blijkt dan dat er een nieuwe soort benoemd kan worden. Voor dit exemplaar geldt echter dat een beschrijvend artikel al voor de brand klaar was en dus heeft kunnen profiteren van een directe bestudering van het fossiel. Een tragische bijkomstigheid was dat juist ten behoeve van de nieuwe studie het specimen van de veilige opslagruimte van de Serviço Geológico do Brasil naar het museum was overgebracht.

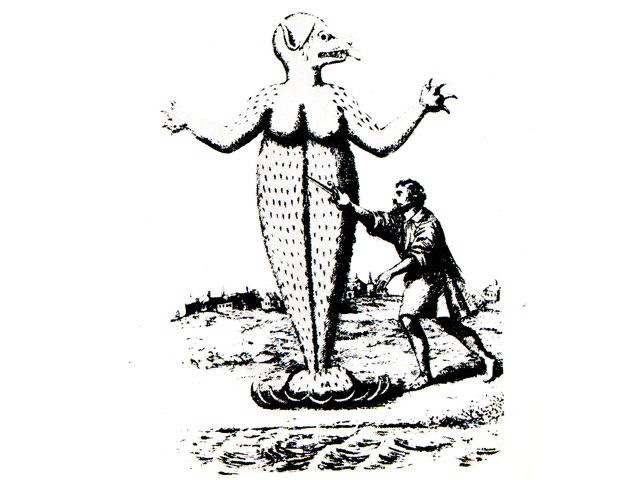
De Ipupiara

In 2021 werd de typesoort benoemd en beschreven door Arthur Souza Brum, Rodrigo Vargas Pêgas, Kamila Luisa Nogueira Bandeira, Lucy de Gomes, Diogenes de Almeida Campos en  Alexander Wilhelm Armin Kellner. De geslachtsnaam betekent "hij die in het water leeft" in het Tupi, een combinatie van y, "water", pupé, "binnen", en ygûara, "bewoner", een verwijzing naar een plaatselijke mythe over een waterdemon, de Ipupiara of Hipupiara die vissers zou aanvallen, en meteen een verwijzing naar de vermeende levenswijze als viseter. De soortaanduiding eert Lopa als ontdekker. Het benoemen van taxa op basis van verloren exemplaren is toegestaan sinds Declaratio 45 van de ICZN uit 2017, mits die ooit deel uitmaakten van een collectie en het zeker is dat ze als verloren moeten worden beschouwd. De benoeming vond plaats in een elektronisch tijdschrift. Voor de geldigheid van de naam zijn dus Life Science Identifiers nodig. Deze zijn 00069916-4671-4266-A048-6DDF1AB14F00 voor het geslacht en 4F236A0-2BD7-41A7-8013-16BE2BF6F56C voor de soort.
Het holotype, DGM 921-R, is gevonden in een laag van de Maríliaformatie die dateert uit het Maastrichtien. Het bestaat uit de voorste tak van een rechterbovenkaaksbeen met drie tanden en een achterste gedeelte van het rechterdentarium van de onderkaak. De vondstomstandigheden maken het waarschijnlijk dat beide kaken van een enkel individu afkomstig zijn. Bij de kaken werd ook een kaak van een basale vis gevonden. De kwaliteit van de fossielen is goed.
Een twintig centimeter lange middenvoet van een dromaeosauride van dezelfde locatie afkomstig werd door Price eerder informeel aangeduid als "Lopasaurus". Ook dit specimen is verloren gegaan, zij het al in de jaren tachtig. Alleen een tekening door Price is nog bewaard gebleven. Hoewel het mogelijk afkomstig zou kunnen zijn van Ypupiara, is het in 2021 niet toegewezen omdat het niet met het holotype overlapte.

## Beschrijving

### Grootte en onderscheidende kenmerken
Ypupiara werd vermoedelijk twee à drie meter lang. Het stuk bovenkaak was 79,08 millimeter lang, het stuk onderkaak 58,5 millimeter.
Ypupiara verschilt van andere Unenlagiinae in vier kenmerken. Het gedeelte van het bovenkaaksbeen dat voor de fenestra antorbitalis is gelegen, heeft slechts een beperkt aantal openingen voor zenuwen of aders; in casu slechts één, verschillend van het grote aantal dat bij Dromaeosauridae gebruikelijk is, zoals bij Velociraptor en Halszkaraptor. Bij de maxillaire tanden zijn de interdentaalplaten rechthoekig en horizontaal verbreed, waarbij de tand ongeveer even breed is als de ruimte tussen de tandkassen, wat verschilt van alle bekende Dromaeosauridae behalve Buitreraptor. Bij de maxillaire tanden ligt de verhouding tussen de breedte van de basis en de hoogte van de kroon tussen de 0,6 en 1. De tanden in het gedeelte van het bovenkaaksbeen dat voor de fenestra antorbitalis is gelegen, staan ver uiteen.

### Skelet
Price herkende het specimen nog niet als een theropode. Oppervlakkig lijkt de bovenkaak op die van een hagedis maar die mogelijkheid wordt uitgesloten door de thecodonte tanden die dus apart in een tandkas staan. Het zou om een krokodilachtige kunnen gaan maar de tanden lijken meer op die van theropoden. Daarbij is bij krokodilachtigen de snuit meer afgeplat. De strakke botwand van de bovenkaak kan alleen verklaard worden door aan te nemen dat het om de voorste tak gaat die niet ingedeukt is door fenestrae. Dat impliceert dat de snuit zeer langgerekt is. Eigenaardig is in dat geval dat er maar een foramen aanwezig is. Bij dromaeosauriden is het aantal gemeenlijk laag maar nooit zo laag. De beschrijvers zagen dat niet als een contra-indicatie maar als een autapomorfie.
Het voorste bovenkaaksbeen bewaart zeven tandkassen. De bovenrand is recht, zonder enig spoor van de opgaande tak, wat weer de voorwaartse positie bevestigt. De snuit was kennelijk erg spits met een hoek van 21° tussen bovenrand en onderrand. In onderaanzicht staan de tandkassen in een boog die bol naar buiten kromt. Een stukje van de interne vleugel is bewaard gebleven die de buitenrand van het verhemelte vormde. De hoek daarvan suggereert een gewelfd verhemelte, anders dan bij krokodilachtigen en pterosauriërs waar het verhemelte haaks op de kaakrand staat. In binnenaanzicht lijken de ondersteunende interdentaalplaten van de tanden met de kaakrand vergroeid.
De tanden zijn klein en zifodont: afgeplat en naar achteren gekromd. De afplatting is matig maar de tanden zijn in ieder geval niet kegelvormig. De tanden zijn relatief langwerpig en spits. De binnenzijde van de tand is bol met een kleine zwelling halverwege de kroon. De kroon is niet ingesnoerd. Er zijn geen snijranden en dus ook geen kartelingen of denticula. Het tandglazuur is glad. Er zijn echter cannelures op buitenzijde en binnenzijde. De voorste bewaarde tand heeft drie cannelures op de buitenzijde en twee op de binnenzijde. De tweede bewaarde tand heeft vier cannelures op beide zijden. De achterste tand heeft er vier op de buitenzijde en twee op de binnenzijde. Alle tanden hebben een verticale lengtegroeve op beide zijden, wat de tand een 8-vormige dwarsdoorsnede geeft. Dit zou niet het gevolg zijn van compressie tijdens het fossiliseringsproces. De tandwortel is lang. De voorste bewaarde tand heeft een wat basalere vorm dan de achterste tanden.
Het dentarium heeft een kiel op de onderzijde wat het element een driehoekige dwarsdoorsnede geeft als bij basale vogels. Het dentarium draagt minstens vijf tanden; het totaal zal veel hoger hebben gelegen. In bovenaanzicht is een aftakking naar binnen toe zichtbaar als bovenrand van de fossa Meckeliana, de kaakrand insnoerend. Dit lijkt op de toestand bij basale vogels of Rahonavis. De zijwand toont geen lengtegroeve met foramina maar dat kan een gevolg zijn van het feit dat de bovenrand grotendeels is afgebroken. Er zijn geen interdentaalplaten zichtbaar die de onderkaken van Maniraptoriformes meestal missen; Austroraptor heeft ze echter wel.

## Fylogenie
Ypupiara werd in 2021 binnen de Dromaeosauridae in een nieuwe klade Unenlagiinia geplaatst en daar weer binnen in de Unenlagiinae, als zustersoort van Austroraptor. Austroraptor kwam gelijktijdig in Zuid-Amerika voor. Beide soorten delen echter maar één synapomorfie: bij de maxillaire tanden bedraagt op middelste hoogte de breedte overdwars, dus van de tongzijde naar de lipzijde gemeten, meer dan 60% van de breedte in de richting van de tandrij gemeten, dus mesiodistaal. Sterk ondersteund is de verwantschap dus niet.

## Levenswijze
De tanden van Ypupiara lijken sterk op die van Buitreraptor. De kleine verschillen zouden volgens de beschrijvers echter kunnen wijzen op een andere levenswijze. De gladde en talrijke tanden van Ypupiara, gecombineerd met een lange spitse kop, wijzen op een leven als viseter zoals vaak voor de Unenlagiinae is aangenomen. Dat ze echter meer dolkvormig zijn dan bij de meeste Unenlagiinae, net als bij Buitreraptor, zou er op kunnen wijzen dat ook kleine landdieren op het dieet stonden. Die zouden met behulp van lange achterpoten in een snelle pas gevangen kunnen zijn. Het leefgebied van Ypupiara, met veel meren en rivieren, past echter beter bij het eten van vis, terwijl Buitreraptor in een droger landschap joeg. 
Wat later in het Krijt werd het klimaat in Zuid-Amerika natter en dat kan het een in Argentinië wonende voorouder van Ypupiara mogelijk hebben gemaakt Brazilië te koloniseren. Het klimaat was warm met een droog seizoen en een nat seizoen. Toen Ypupiara leefde, werd het klimaat duidelijk droger.